# Георг Пфайльшифтер
Георг Пфайльшифтер (нім. Georg Pfeilschifter; 13 травня 1870, Мерінг, Айхах-Фрідберг — 4 серпня 1936, Мюнхен, Баварія, Третій Рейх) — німецький історик римо-католицької церкви, професор і ректор Мюнхенського університету.

## Життєпис
Після закінчення в 1888 році мюнхенської гімназії «Luitpold-Gymnasium» спочатку вивчав філософію в Мюнхені, але, починаючи з третього семестру, переключився на католицьке богослов'я.
У 1894 році став священником.
У 1900 році став приват-доцентом з історії Римської католицької церкви в Мюнхені — того ж року отримав пост екстраординарного професора у Філософсько-теологічного коледжу Фрайзінгу.
У 1903 році став повним професором історії церкви в університеті Фрайбурга; був ректором у 1913/1914 навчальному році. У відповідь на книгу Альфреда Бодрійара «Ніиецька війна та католицизм» в 1915 році Пфайльшифтер став редактором роботи «Німецька культура, католицизм і світова війна».
У 1917 році перейшов до Мюнхенського університету, де у 1922/1923 навчальному роком був ректором. Став одним із засновників Німецької академії у Мюнхені (1925).
11 листопада 1933 року був серед понад 900 науковців та викладачів німецьких університетів та вишів, які підписали «Заяву професорів про підтримку Адольфа Гітлера та націонал-соціалістичної держави».

## Праці
- (Hrsg.): Deutsche Kultur, Katholizismus und Weltkrieg. Eine Abwehr des Buches «La guerre allemande et le catholicisme». Freiburg 1915.
- Die St. Blasianische Germania Sacra. Ein Beitrag zur Historiographie des 18 Jahrhunderts, Kempten 1921.
- Георг Пфайльшифтер, Теодоріх Великий = Theoderich der Grosse/пров. Владислав Певчев, Євразія, 2004, 272 стор. ISBN 5-8071--0149-9 Тираж 1 500 екз. \ Дод.тираж 2017, 272 c. ISBN 978-5-8071-0351-2 .